# Bischöfliches Amt Erfurt-Meiningen
Das Bischöfliche Amt Erfurt-Meiningen war eine Kirchenverwaltung der in der Deutschen Demokratischen Republik (DDR) liegenden Diözesenanteile der römisch-katholischen Bistümer Fulda und Würzburg und der direkte Vorgänger des heutigen Bistums Erfurt. Die Gebiete des Bistums Fulda befanden sich in West- und Mittelthüringen, die des Bistums Würzburg in Südthüringen.

## Entstehung
Bedingt durch die deutsche Teilung und die zunehmende Behinderung durch die DDR wurde es für die Bischöfe in Fulda und Würzburg immer schwieriger, ihre im heutigen Thüringen liegenden Bistumsgebiete zu verwalten. Für die Territorien in der Sowjetischen Besatzungszone wurden 1946 in Erfurt das bischöflich-fuldische Generalvikariat und in Meiningen ein Bischöfliches Kommissariat des Bistums Würzburg gegründet. Die Würzburger Dekanate Meiningen und Saalfeld wurden 1959 ebenfalls zum Generalvikariat erhoben.
1973 bildete der Heilige Stuhl im Zuge einer Neuordnung der katholischen Kirche in der DDR per Dekret das „Bischöfliche Amt Erfurt-Meiningen“ mit Sitz in Erfurt. Die rechtliche Zugehörigkeit zu den Diözesen Fulda sowie Würzburg war weiterhin vorhanden, jedoch wurde die Jurisdiktion der Bischöfe von Fulda beziehungsweise von Würzburg über deren Gebiete in Thüringen suspendiert.
Mit Wirkung vom 8. Juli 1994 wurde das Bischöfliche Amt Erfurt-Meiningen vom Heiligen Stuhl in Rom zum „Bistum Erfurt“ erhoben. Die thüringischen Gebiete wurden aus den Bistümern Fulda und Würzburg ausgegliedert. Zum Diözesanbischof ernannte Papst Johannes Paul II. den bis dahin die Funktion des Administrators ausübenden Titularbischof Joachim Wanke. Das Dekanat Geisa verblieb wegen seiner engen Bindungen beim Bistum Fulda. Für die Meininger Region bedeutete dies das Ende einer fast 1000-jährigen Zugehörigkeit zum Bistum Würzburg.
→ Siehe auch: Dekanat Meiningen

## Leitung
Das Bischöfliche Amt Erfurt-Meiningen wurde von einem Apostolischen Administrator geleitet, der den Titel eines Titularbischofs innehatte. Apostolischer Administrator war von 1973 bis 1981 Hugo Aufderbeck. Karl Ebert, zuvor Bischöflicher Kommissar in Meiningen, wurde 1973 Weihbischof im Bischöflichen Amt Erfurt-Meiningen. Ihm folgte als Weihbischof 1975 Joachim Meisner. Nachdem Meisner im Mai 1980 das Amt des Bischofs in Berlin übernommen hatte, wurde im Herbst des gleichen Jahres Joachim Wanke zum Koadjutor des Apostolischen Administrators im Bischöflichen Amt Erfurt-Meiningen ernannt und hatte nach dem Tod Aufderbecks im Januar 1981 bis 1994 das Amt des Apostolischen Administrators inne. Hans-Reinhard Koch war ab 1985 Weihbischof.